# La Bataille de Grunwald
La Bataille de Grunwald est un tableau peint en 1878 par l'artiste polonais Jan Matejko. Il représente la bataille de Grunwald et la victoire en 1410 de l'alliance entre la couronne du royaume de Pologne et le grand-duché de Lituanie sur l'ordre Teutonique. Il est exposé au Musée national de Varsovie.
Le thème principal du tableau est la scène de la mort du grand-maître de l'ordre Teutonique, Ulrich von Jungingen ; un autre personnage central est le grand-duc lituanien Vytautas le Grand, vêtu de rouge avec une épée levée.
Le tableau a été à la fois salué et critiqué pour sa complexité. C'est l'une des œuvres les plus reconnaissables de Matejko et elle a probablement contribué à l'image populaire de la bataille de Grunwald et à sa renommée durable dans la conscience polonaise.

## Historique

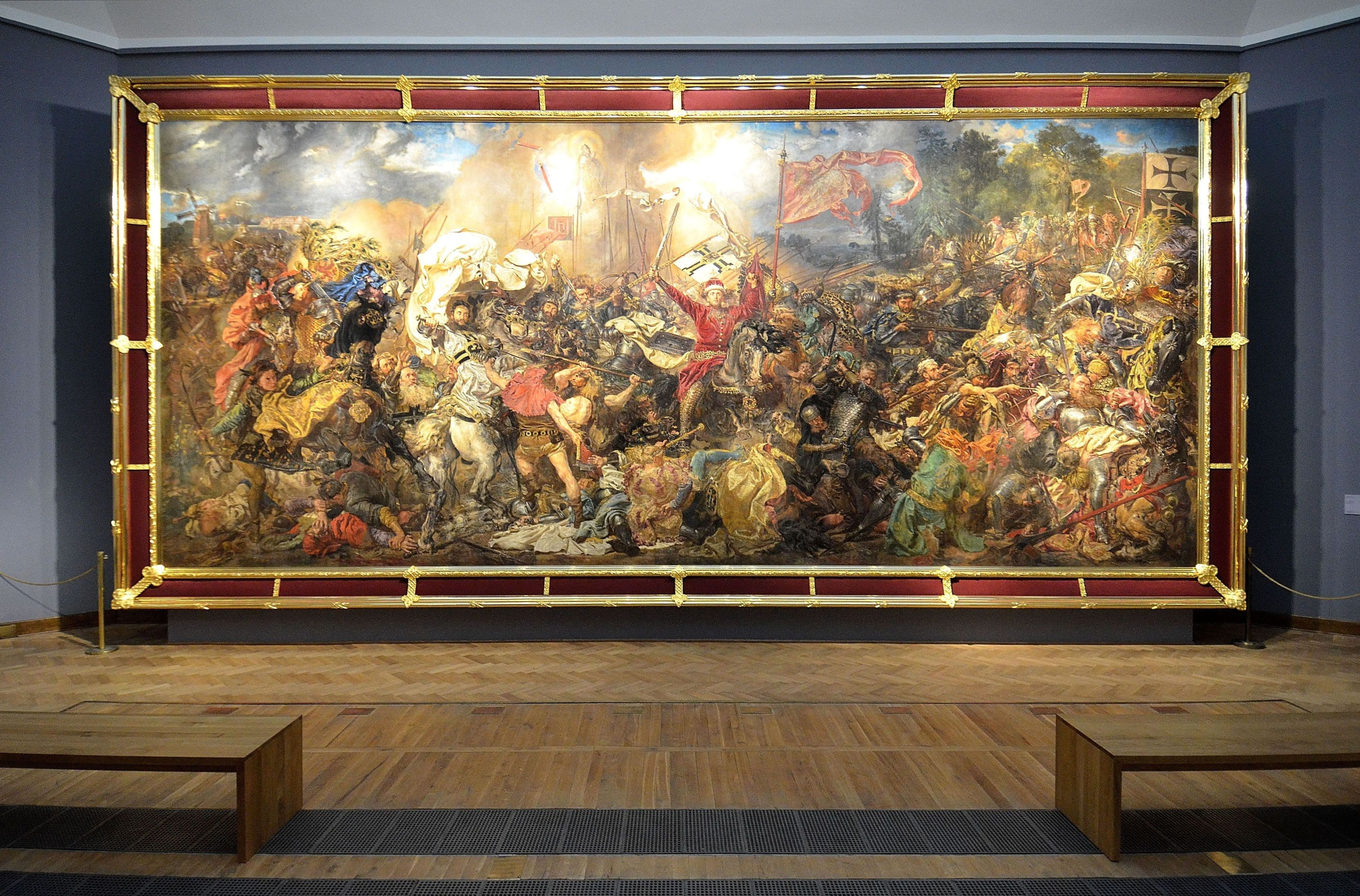
La Bataille de Grunwald exposée au Musée national de Varsovie

Ayant collecté des informations sur le sujet dès 1871, Matejko commence à peindre la toile en 1872 et la termine en 1878. Peu de temps après, il reçoit un sceptre du conseil de Cracovie lors d'une cérémonie officielle, en reconnaissance de son travail et de sa position comme l'un des artistes polonais les plus respectés.
Le tableau est vendu cette année-là à Dawid Rosenblum, un particulier de Varsovie. Présenté dans de nombreuses expositions internationales, le tableau est acheté en 1902 aux héritiers de Rosenblum par la Société pour l'encouragement des beaux-arts (Towarzystwo Zachęty Sztuk Pięknych) pour être exposé à Varsovie.
Comme beaucoup d'autres œuvres, La bataille de Grunwald a été cachée lors de l'occupation de la Pologne par l'Allemagne nazie. Avec L'Hommage prussien, c'était l'une des deux œuvres d'art qui figuraient en tête de la liste des peintures « les plus recherchées » établie par les nazis, qui se sont engagés dans une action systématique de destruction physique de tous les artefacts de la culture polonaise,,. Goebbels a offert une prime de 10 millions de marks pour l'acquérir, et plusieurs membres de la clandestinité polonaise ont été exécutés par les Allemands après avoir refusé de divulguer son emplacement malgré les interrogatoires et la torture. Le tableau a survécu aux années de guerre, caché près de Lublin.
Restaurée après la Seconde Guerre mondiale, cette peinture à l'huile est exposée depuis 1949 au Musée national de Varsovie. En 1999, La Bataille de Grunwald a été prêtée à la Lituanie, où elle a reçu un accueil positif, car elle met en vedette Vytautas, considéré comme un héros national dans ce pays. En 2010, le mauvais état du tableau empêche son inclusion dans une exposition spéciale au château du Wawel à l'occasion du 600e anniversaire de la bataille. La restauration du tableau se termine en 2012. Depuis la restauration, le tableau est à nouveau exposé au Musée national.

## Composition
La Bataille de Grunwald dépeint les événements de l'histoire de la Pologne et de la Lituanie, du Grand-Duché de Lituanie et des luttes des principautés d'Europe de l'Est contre les chevaliers teutoniques en général. Au centre du tableau se trouve le grand-duc lituanien Vytautas le Grand, vêtu de rouge avec une épée levée. Vytautas occupe une place plus importante dans le tableau que son cousin, le roi polonais Ladislas II Jagellon, visible sur le deuxième plan, à cheval, dans le coin supérieur droit. Selon Scales et Zimmer, en se concentrant sur Vytautas plutôt que sur Jagellon, Matejko souligne l'importance de la Lituanie pour la Pologne et la valeur de la coopération entre les deux pays dans l'union polono-lituanienne. D'autres ont noté que ce placement était probablement influencé par la confiance de Matejko dans les écrits de Jan Długosz, qui attribuait une plus grande importance à Vytautas qu'à Ladislas, qui, selon certaines sources polonaises, commandait la bataille,. Tandis que des sources lituaniennes affirment que Vytautas le Grand a joué un rôle très important dans la bataille en commandant les troupes et en effectuant la manœuvre décisive de feinte de retraite,. Dans le ciel, saint Stanislas, patron de la Pologne, survole le carnage.
Une autre scène centrale représente la mort du grand-maître de l'ordre Teutonique, Ulrich von Jungingen. Vêtu d'un costume blanc de l'Ordre et chevauchant un cheval blanc, von Jungingen est tué par deux personnages anonymes, que l'historienne de l'art Danuta Batorska identifie comme des « paysans lituaniens à l'air sauvage ». L'un d'eux brandit une lance de saint Maurice (l'un des objets prétendant être la Sainte Lance), ce qui, selon l'historien de l'art Jarosław Krawczyk (pl), implique que Matejko considérait la mort de Jungingen comme un châtiment pour avoir pris les armes contre un autre dirigeant chrétien. À côté du lancier se trouve un bourreau, qui symbolise la punition que Jungingen reçoit pour les raids et les pillages de l'Ordre contre les gens ordinaires. Ces figures symboliques sont l'une des nombreuses interprétations libérales que Matejko a adoptées avec sa peinture ; en outre, les études modernes indiquent qu'il est mort dans un duel de cavalerie et non aux mains d'un paysan.

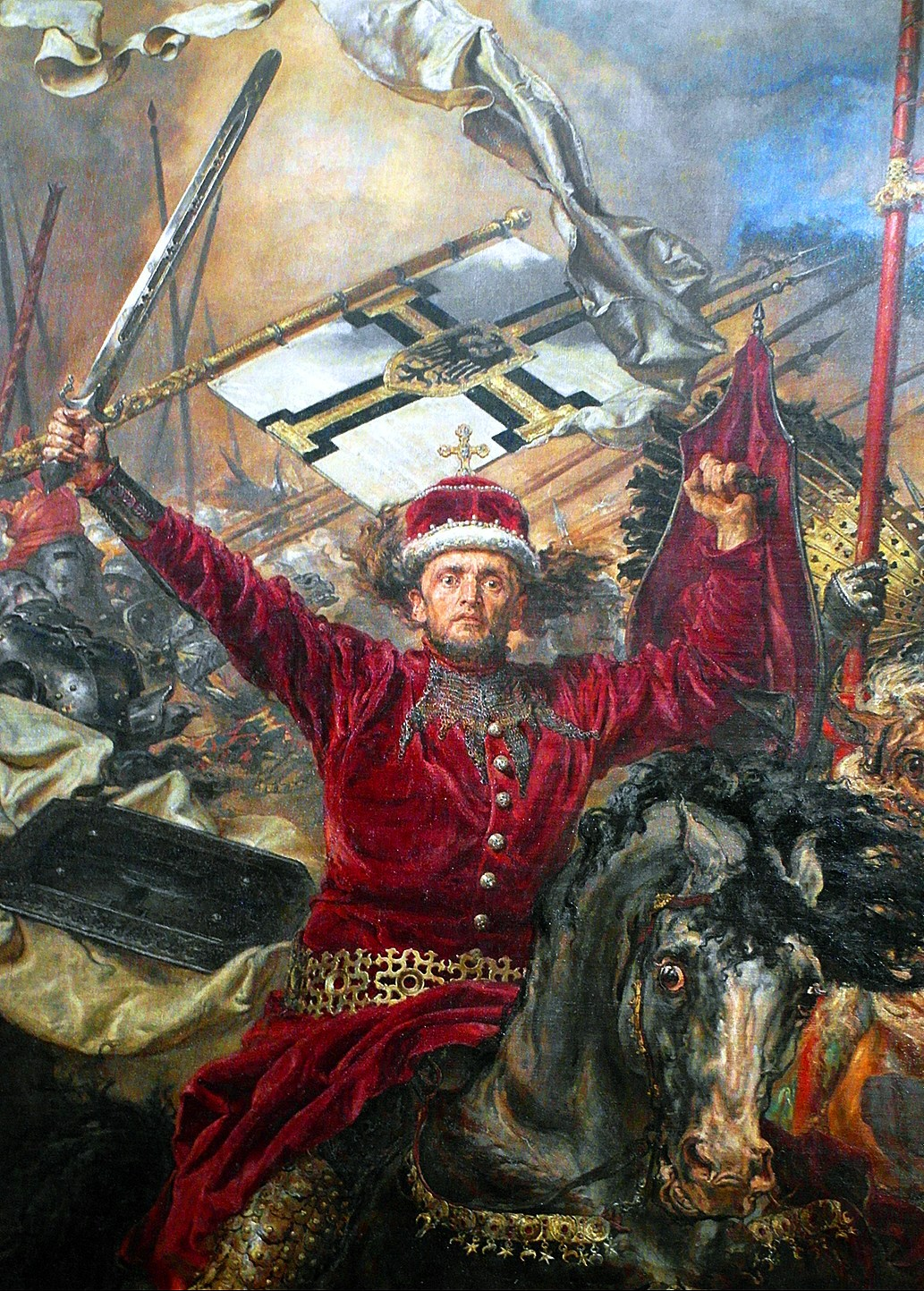
Vytautas le Grand
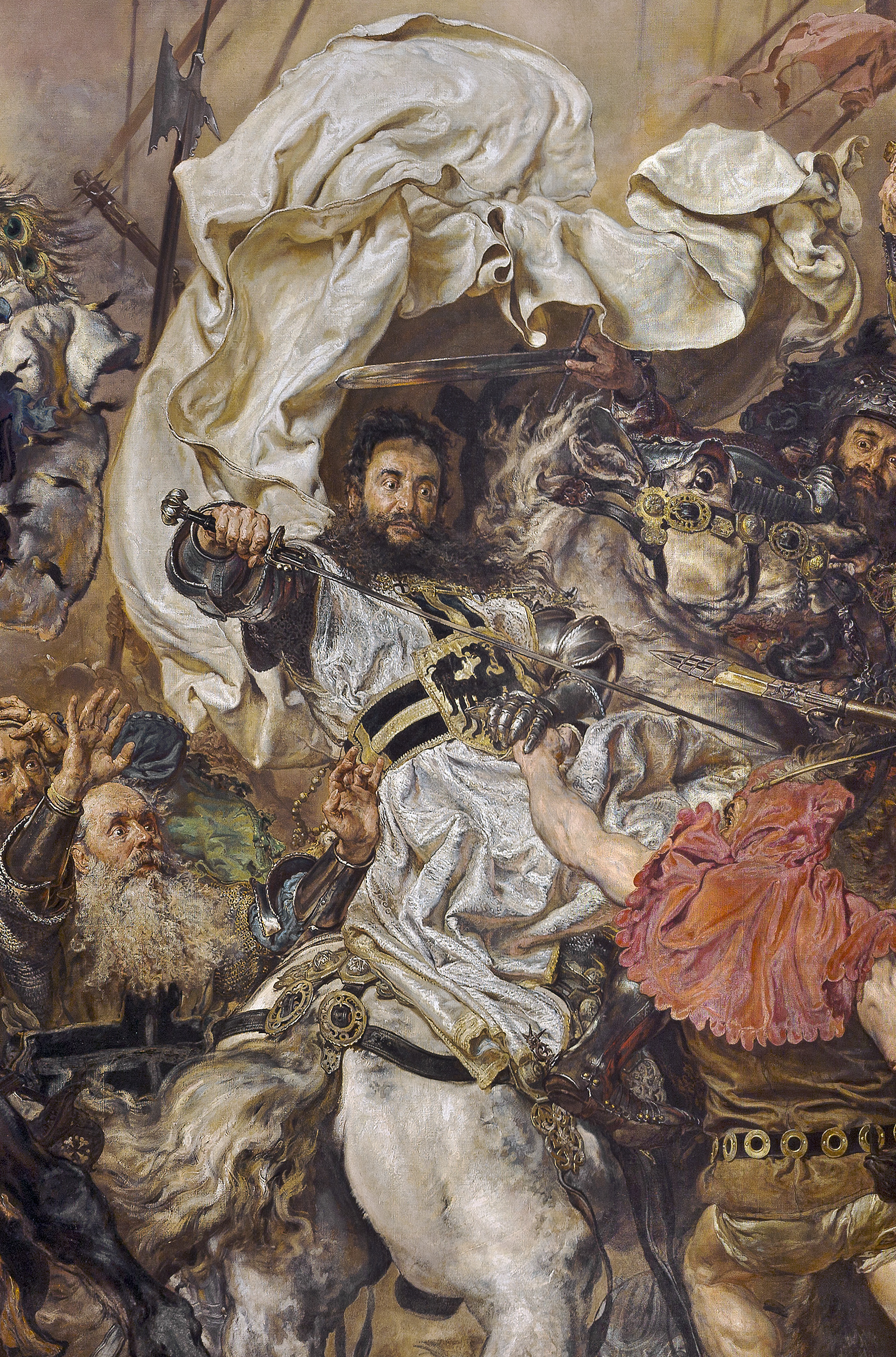
Ulrich von Jungingen
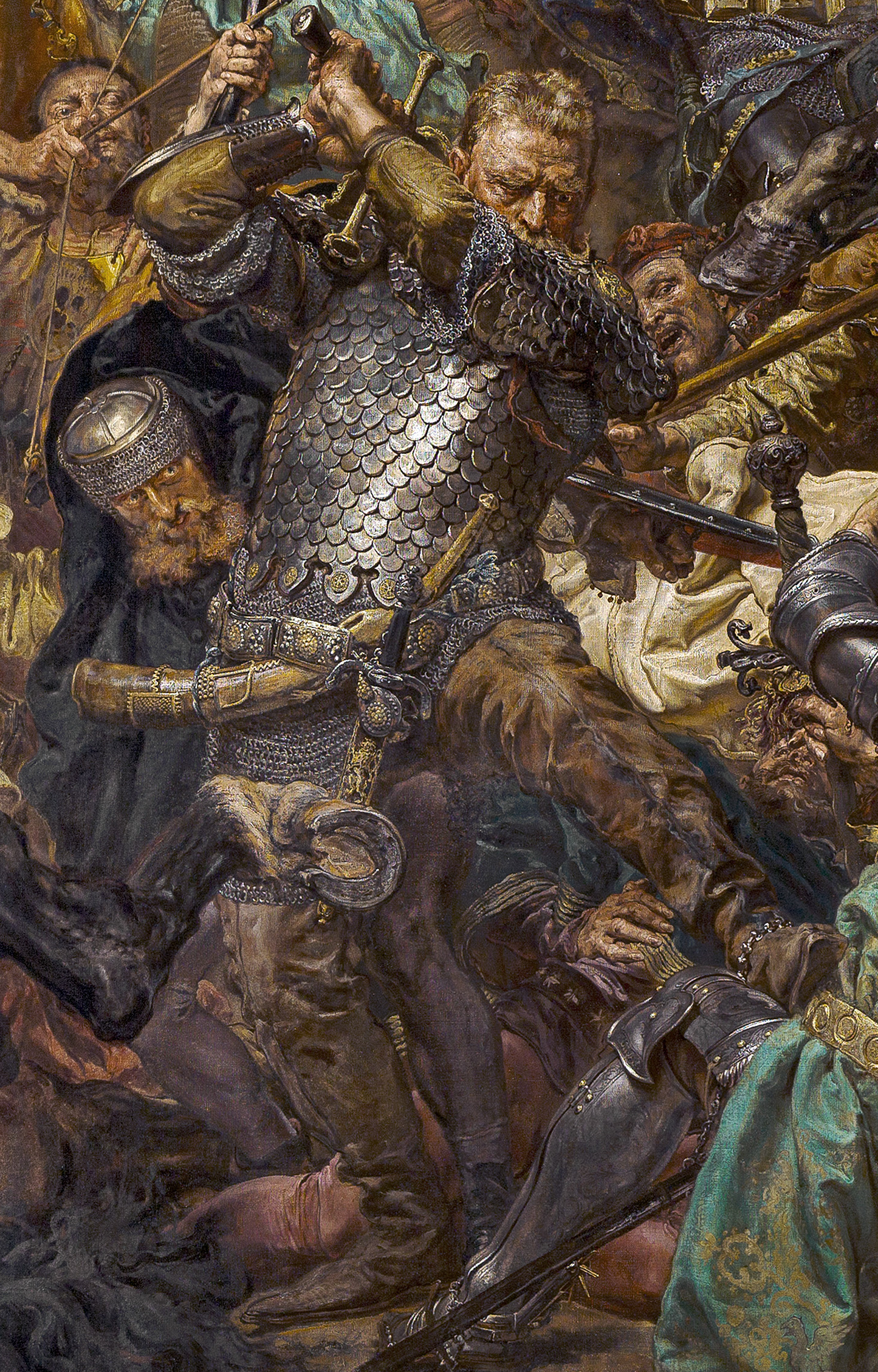
Jan Žižka
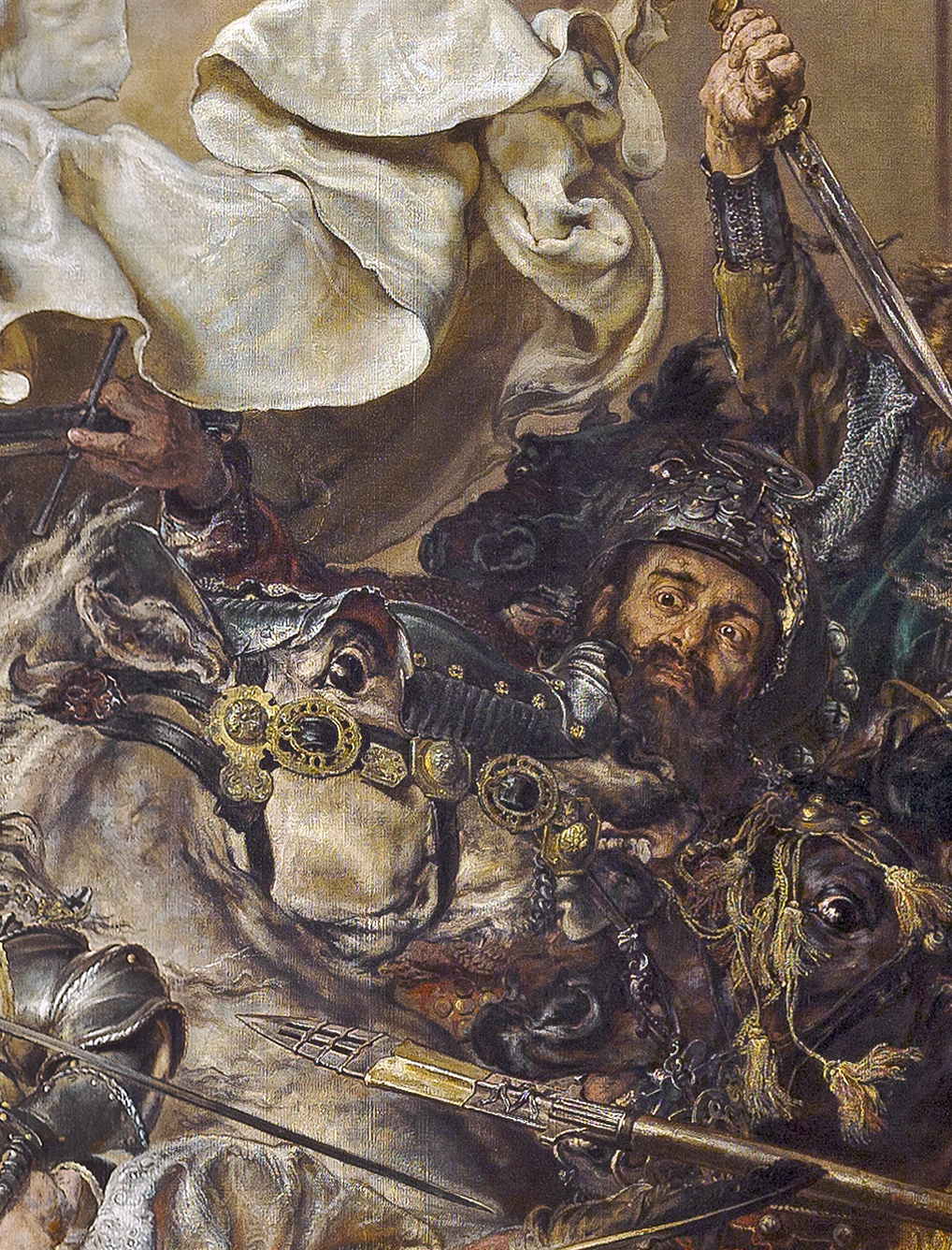
Zyndram de Maszkowice (en)
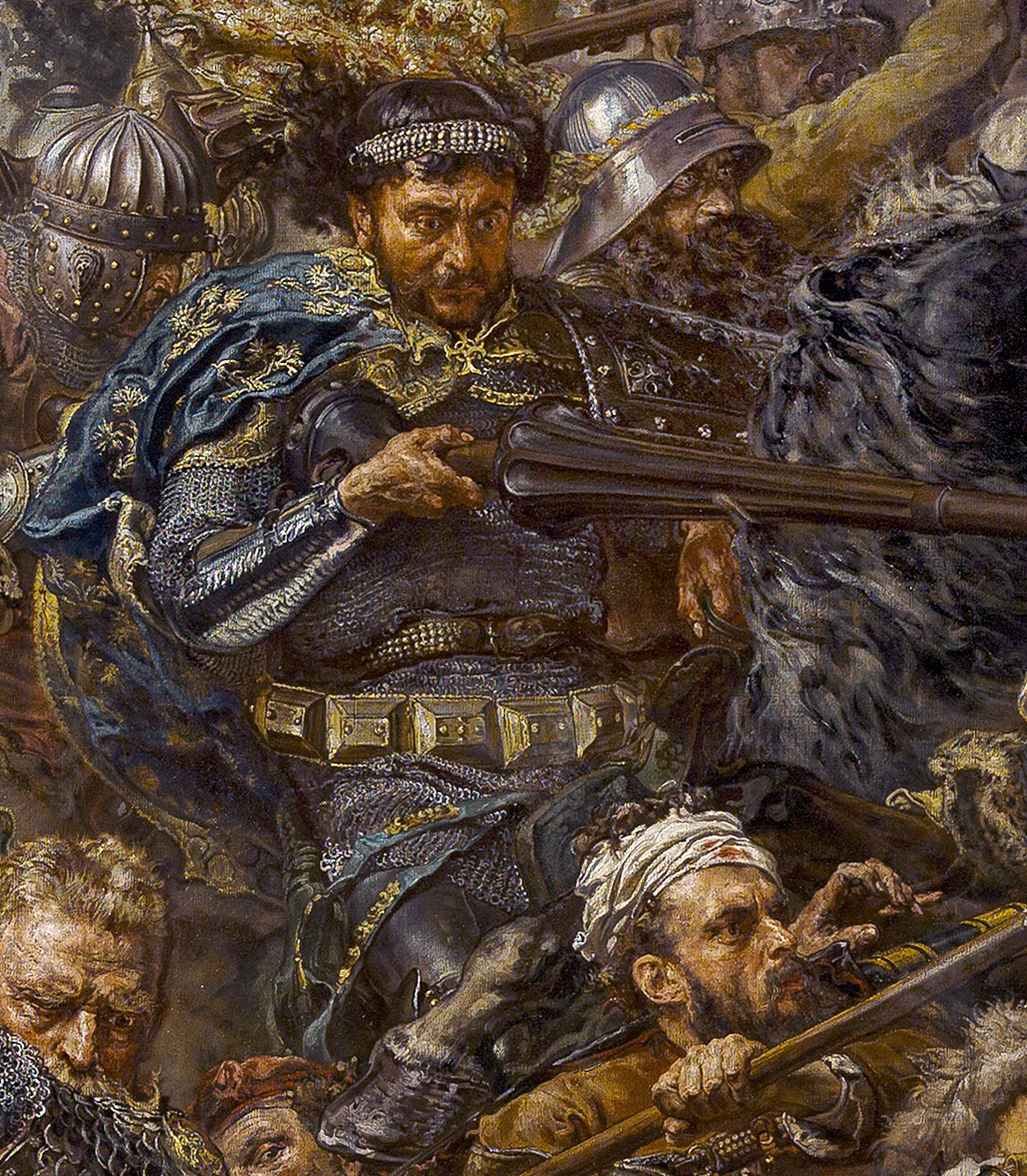
Zawisza le Noir
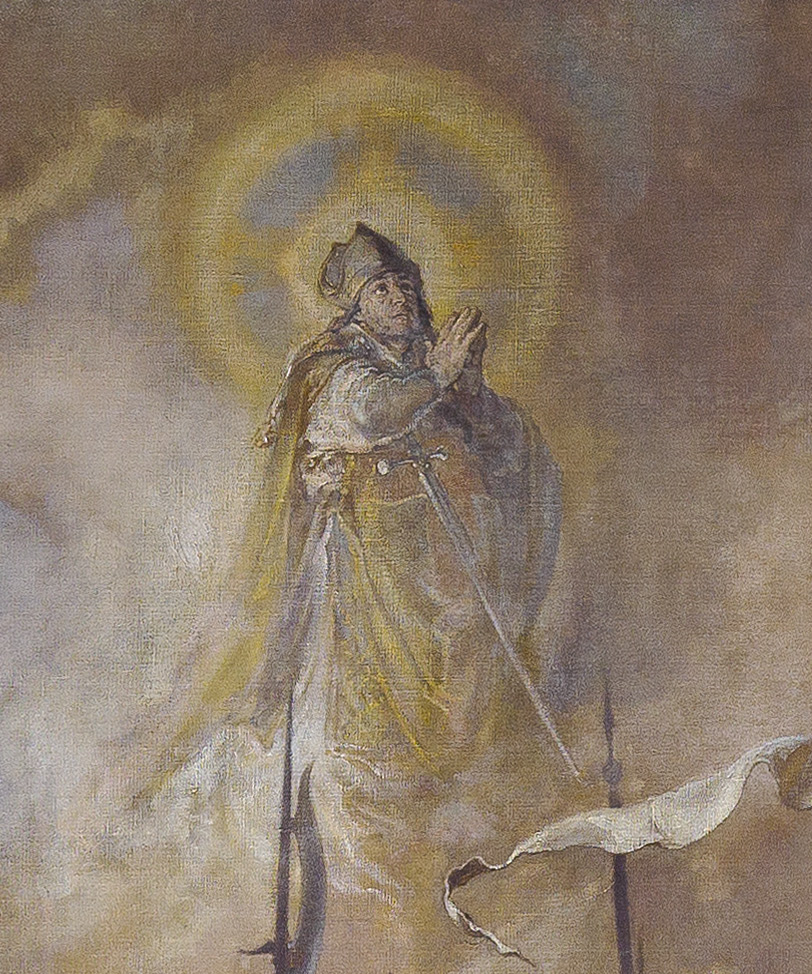
saint Stanislas

Parmi les autres personnages notables représentés dans le tableau, on peut noter :
- Marcin de Wrocimowice (en), chevalier polonais, tient la bannière polonaise au centre, à côté de Vytautas[3],[11] ;
- Zyndram de Maszkowice (en), un autre chevalier polonais, tient une épée au-dessus de la tête de von Jungingen[3],[11] ;
- Mikołaj Skunarowski (également connu sous le nom de Skunaczewski) est un autre chevalier polonais, debout à côté de Zyndram ; après la bataille, il sera envoyé avec l'étendard pris à l'ennemi à Cracovie, comme symbole de victoire[11] ;
- Werner von Tettingen (de), chevalier allemand et l'un des dirigeants de l'ordre Teutonique, est témoin de la mort de son chef depuis le côté gauche du tableau[3],[10] ;
- près de von Tettingen, Casimir V, duc de Poméranie, allié de l'Ordre, est fait prisonnier par le chevalier Jakub Skarbek z Góry (pl) et son écuyer[3],[10] ;
- en bas, Conrad VII le Blanc est fait prisonnier et Kuno von Lichtenstein (de) est mourant. Matejko dépeint Conrad comme un traître, tandis que le chevalier allemand von Lichtenstein est montré mourant avec honneur[3],[11] ;
- à droite, Jan Žižka, allié tchèque de la Pologne, tue le chevalier allemand Heinrich von Schwelborn (pl)[3],[11],[12] ;
- à côté de Žižka, Zawisza Czarny élimine un autre chevalier allemand[3],[12] ;
- à droite de Zawisza, coiffé d'un casque en acier brillant, est un autre chevalier polonais, Domarat Grzymalczyk de Kobylany (pl), plus tard castellan de Lublin[12] ;
- Le chevalier allemand Marquard von Salzbach (en) est capturé par un guerrier à l'air sauvage identifié comme un Tatar[3] ou un Cosaque[12] ;
- un autre chevalier allemand serre l'habit de von Salzbach, il s'agit de Johan von Wenden[12] ;
- le futur grand-maître Heinrich von Plauen se trouve également à droite du tableau, s'échappant pour organiser la défense des deniers territoires de l'ordre Teutonique[3],[12] ;
- derrière von Plauen se trouve un personnage que Matejko a identifié comme étant Krzysztof, évêque de Lübeck. Les historiens modernes n'ont cependant pas réussi à associer ce personnage à un personnage historique, notant qu'il n'y avait pas d'évêque de cette époque ou d'une époque similaire à Lübeck[12] ;
- à droite de von Plauen se trouve un chevalier et dignitaire polonais Jan Długosz de Niedzielsk (pl), père du chroniqueur Jan Długosz[12] ;
- le futur cardinal Zbigniew Oleśnicki est présenté comme l'un des conseillers de Jagellon[3]. Près de Lasidslas se trouvent également : son neveu Zygmunt Korybut, vice-chancelier de la couronne, Mikołaj Trąba (en) et Siemovit IV de Mazovie[12]. Au sol, sous Oleśnicki, se trouve le corps du chevalier allemand Dippold Kikeritz qui a tenté de charger Jagellon, mais a été abattu par l'entourage du roi[12].

Matejko a combiné trois parties clés de la bataille en un seul tableau : une attaque opportuniste du chevalier allemand Kikeritz sur Jagiełło, la mort du grand-maître et la prise du camp teutonique (dans le coin supérieur gauche). Contrairement à de nombreuses autres peintures de batailles, La Bataille de Grunwald, au lieu de séparer le spectateur de l'action, le place au centre des combats.
Matejko a déclaré se sentir comme « possédé » durant la réalisation du tableau.
Matejko a basé le tableau en partie sur une description de la bataille trouvée dans les chroniques de Długosz, ce qui explique plusieurs inexactitudes historiques. En revanche, il a décrit méticuleusement le champ de bataille, après avoir visité le site du conflit en 1877.

## Importance

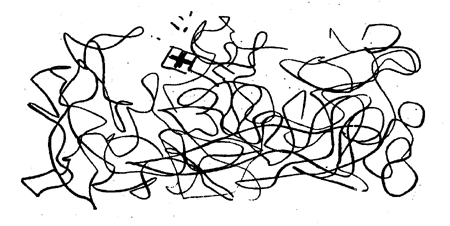
Parodie du tableau par Wyspiański

La peinture a été qualifiée de chef-d'œuvre de scène de bataille, et bien plus qu'une simple représentation d'un bain de sang. Il s’agit d’un tableau complexe qui nécessite plus qu’un simple examen superficiel ; un critique français, le voyant à Paris en 1879, déclara qu'il s'agissait d'un musée à part entière, nécessitant huit jours d'étude avant de pouvoir l'apprécier correctement.
Dans le même temps, les critiques ont souligné la représentation irréaliste de la bataille et certains accessoires anachroniques présents dans le tableau. D'autres ont critiqué le tableau comme étant trop encombré et chaotique,.
Le tableau peut être considéré comme un avertissement de Matejko à Otto von Bismarck, dont la politique de germanisation (Kulturkampf) ciblait la culture polonaise, lui rappelant la victoire polonaise sur les Teutons.
Dans l’ensemble, le tableau était destiné à remonter le moral du peuple polonais à l’époque où la Pologne avait été divisée et n’existait plus en tant qu’État indépendant.
Le tableau, l'une des œuvres les plus reconnaissables de Matejko et l'un des tableaux les plus connus en Pologne, a probablement contribué à l'image populaire de la bataille de Grunwald et à sa renommée durable dans la conscience polonaise. Le tableau a inspiré Stanisław Wyspiański, qui en a parlé dans plusieurs de ses œuvres.